# 不動院 (三好市)
不動院（ふどういん）は、徳島県三好市井川町西井川にある真言宗御室派の寺院である。山号は秀盤山。本尊は不動明王。四国三十六不動霊場6番札所。阿波西国三十三観音霊場17番札所。四国阿波八供養菩薩霊場「金剛鬘菩薩」。
- 御詠歌：ちよろずの　あくまごうぶく　なしたまう　いとくはたかし　南無不動尊

## 概要
池田町の中心部で国道192号に面した地の利のいい場所にある。
1897年（明治30年）に創建。本堂と山門は1902年（明治35年）に築かれた。その後、平成になって本堂は元の場所の後ろに新築された。
本尊の不動明王は、覚鑁が彫刻した明王で、和歌山県九度山村から寺号と共に移転し安置した。

## 伽藍
- 山門：国道に面している
- 本堂：不動明王立像を祀る
- 位牌堂：三区画になっていて、真ん中に正観音立像、右に弘法大師像、左に不動明王立像。2024年新築。

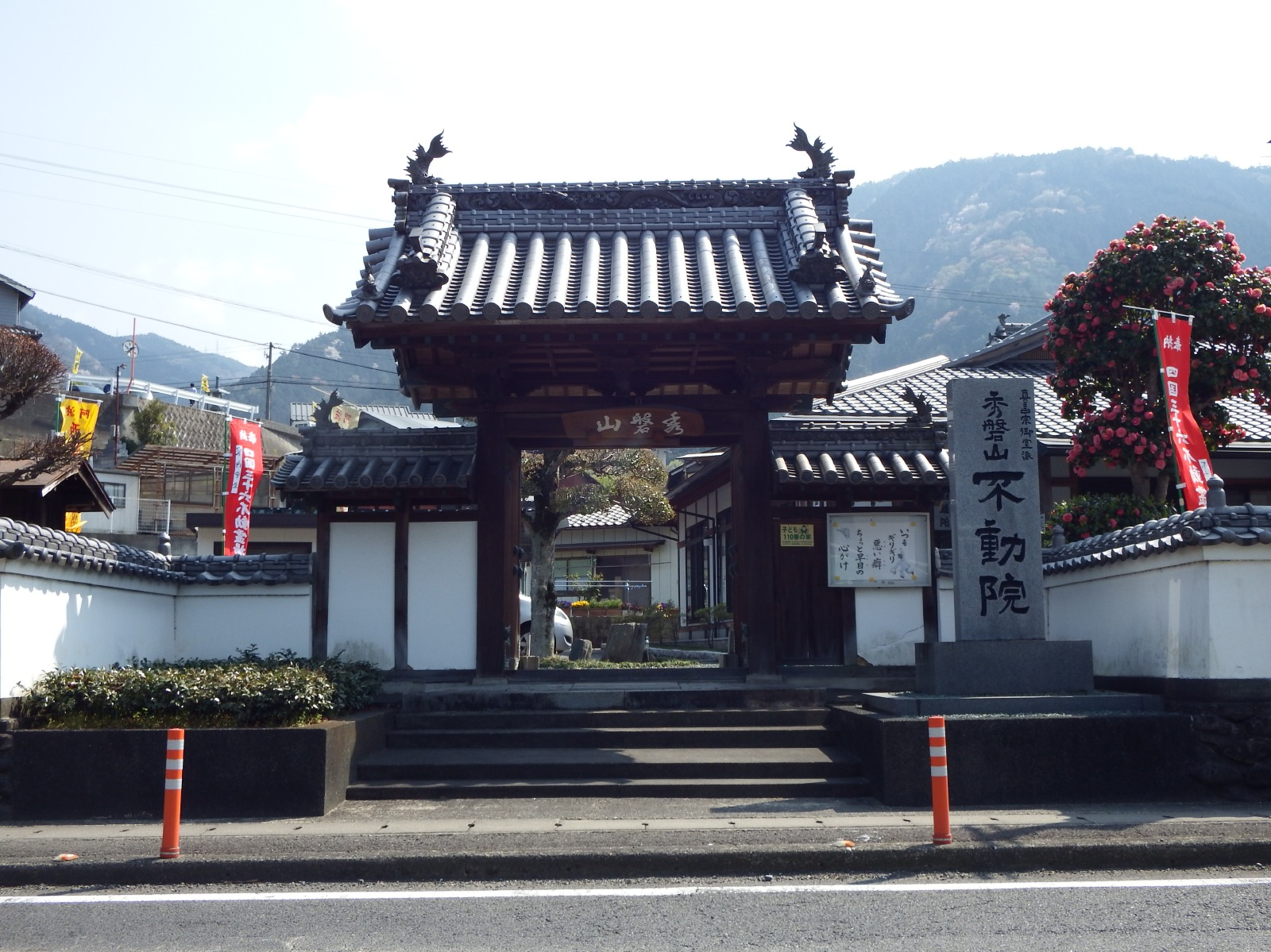
山門
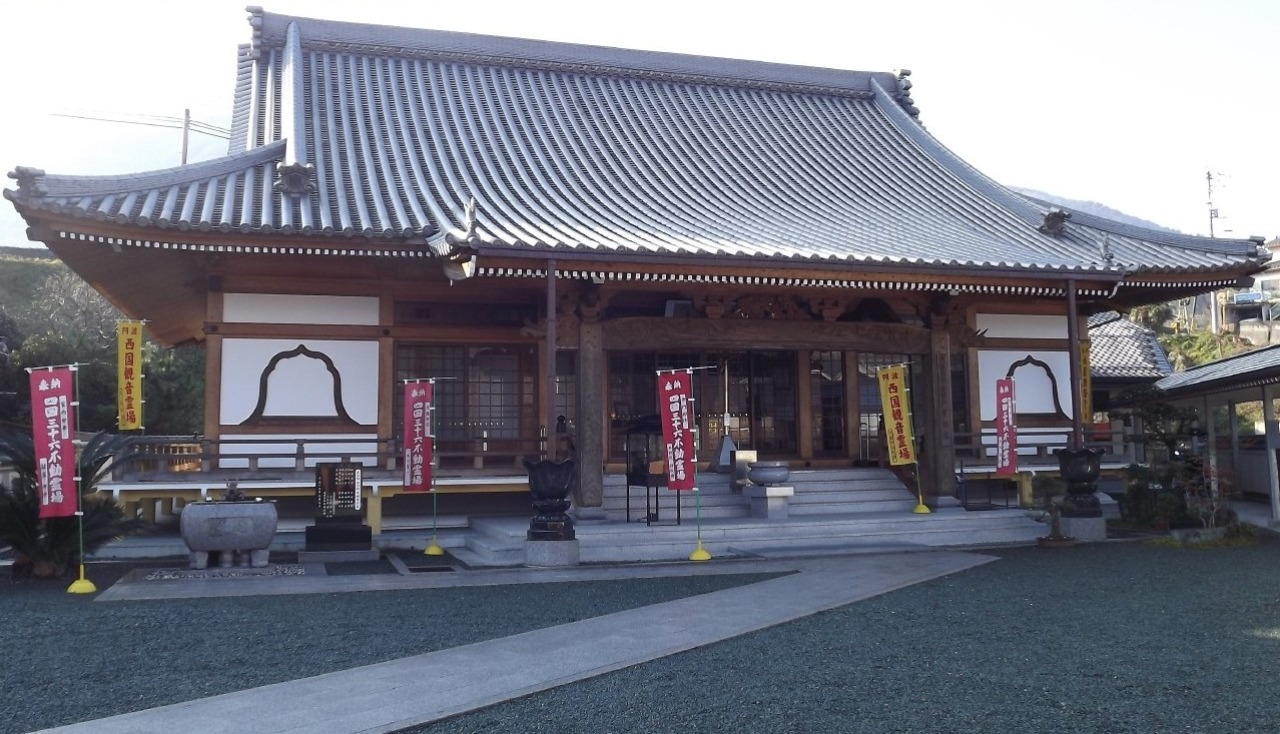
本堂
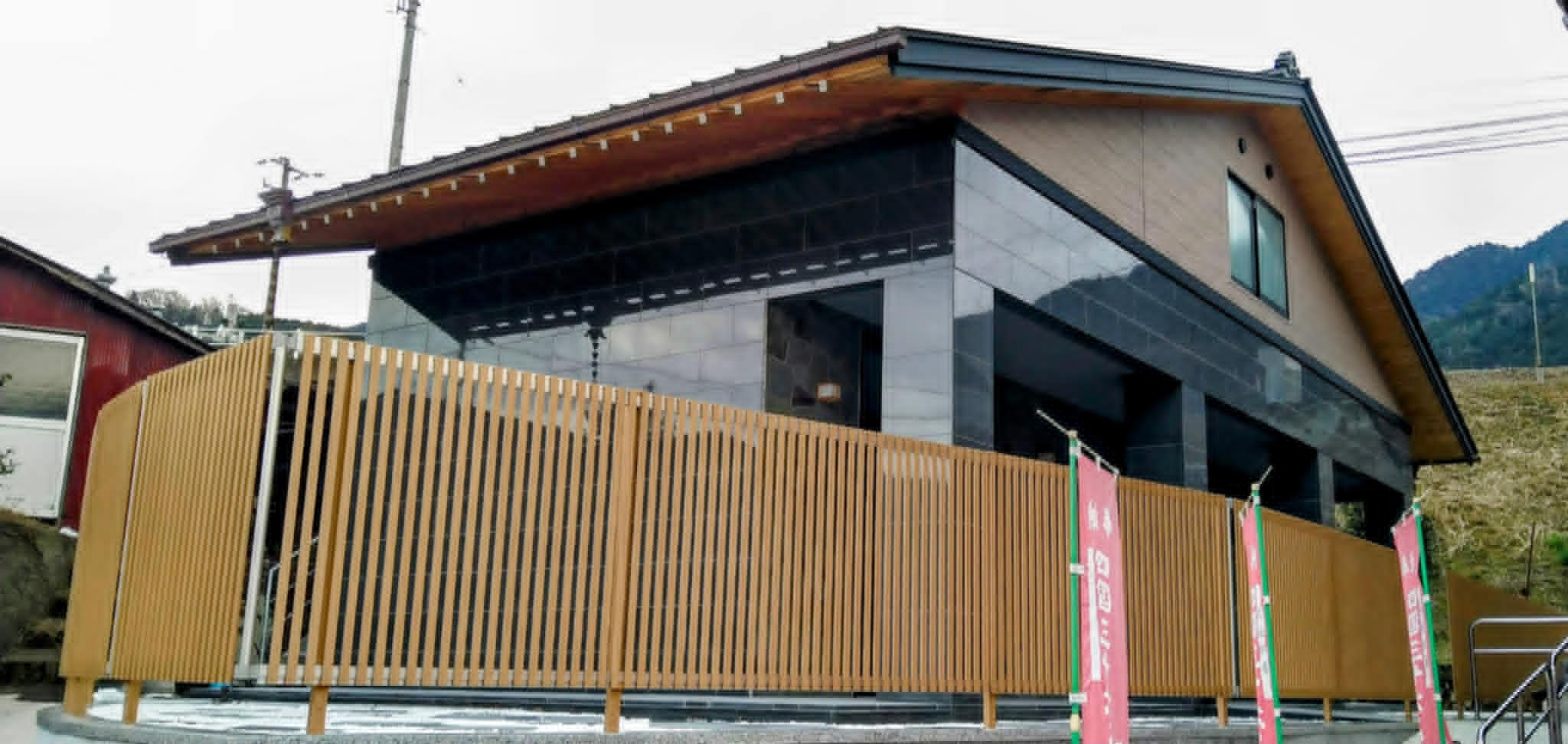
位牌堂

## 交通
- 徳島自動車道「井川池田インターチェンジ」より車で約5分。

## 前後の札所
四国三十六不動霊場
5番 密厳寺 --(4.7km)-- 6番 不動院 --(10km)-- 7番 福性寺